# Mélétos
Mélétos (en grec ancien Μέλητος / Mélêtos) est un auteur et poète tragique grec du Ve siècle av. J.-C., connu comme l'un des principaux accusateurs de Socrate, celui qui a déposé officiellement la plainte. 

## Biographie
Fils de Mélétos, athénien originaire du dème de Pithos, Mélétos accuse Socrate en avril -399, avec deux de ses amis (l'orateur Lycon et le tanneur devenu politicien Anytos) des trois crimes suivants :
- Ne pas croire aux dieux de la cité
- Corrompre la jeunesse
- Introduire « des divinités nouvelles » : Socrate croyait en un démon personnel, une voix ou un signe qui le prévenait.

Le philosophe Maxime de Tyr dit dans sa Neuvième Dissertation : « Socrate fut accusé par Mélitus, traduit en jugement par Anytus, poursuivi par Lycon, condamné par les Athéniens, chargé de fers par les onze et réduit à avaler la ciguë : et Socrate dédaigna Mélitus qui l'accusoit, et Socrate couvrit de mépris Anytus qui le traduisoit en justice, et Socrate se moqua de Lycon qui parloit contre lui ».
Eutyphron dit dans le dialogue platonicien qui porte son nom, que l'action intentée par Mélétos à Socrate est exemplaire de l'incapacité des Athéniens à comprendre le caractère démonique et donc divin à qui Socrate dit obéir. Après la mort de Socrate, la foule se tourne contre ses accusateurs, et Mélétos est condamné à mort.
Plutarque de Chéronée écrit qu'après avoir laissé condamner Socrate à mort, les Athéniens s'en voulurent et se prirent de haine pour ses accusateurs à tel point qu'on forçait les garçons des bains publics à changer leur eau de baignade, entre autres harcèlements, si bien qu'ils se pendirent.[réf. nécessaire] Diogène Laërce dit qu'Antisthène passe aussi pour avoir fait bannir Anytos, et condamner Mélétos à mort.[réf. nécessaire]

## Œuvres
Sa plus célèbre pièce est une Œdipédie ; il a aussi écrit des chansons à boire. Il a exercé en même temps que Sannyrion et Cinésias.

## Sources
- Élien, Histoires variées [lire en ligne] (II, 13).
- Platon, Apologie de Socrate [détail des éditions] [lire en ligne]. (19b, 23e)
- Diogène Laërce, Vies, doctrines et sentences des philosophes illustres [détail des éditions] (lire en ligne) (VI, 13).
- Xénophon, Apologie de Socrate (30–32).
- Plutarque, Dialogue sur l'Amour commenté par Cyril Morana, aux Ed. des Mille et une nuits, p. 61.